# Бровко Федір Михайлович
Фе́дір Миха́йлович Бровко́ (народився 27 листопада 1948 в місті Носівка, Чернігівської області)  — український науковець, відмінник лісового господарства України, дійсний член Лісівничої академії наук України, доктор сільськогосподарських наук, професор. Автор понад 200 друкованих праць, в тому числі шести монографій та трьох навчальних посібників.

## Життєпис
Батько — Бровко Михайло Федорович, вчитель російської мови та літератури, особа з інвалідністю внаслідок Великої Вітчизняної війни (1910—1990). Мати — Бровко (Колесник) Любов Трохимівна — виховала 7 дітей (1914—1974)
Навчався у Носівський середній школі № 2 (1955—1966).
Закінчив:
- лісогосподарський факультет Української сільськогосподарської академії (1972), інженер лісового господарства.
- заочну аспірантуру при кафедрі лісових культур УСГА (1978),
- очну докторантуру при кафедрі лісових культур та лісової фітопатології Національного аграрного університету (1998).

У 1983 році за результатами захисту кандидатської дисертації на тему «Способи створення лісових культур на відвалах залізорудних кар'єрів Кривбасу» (УСГА, м. Київ), здобув ступінь кандидата сільськогосподарських наук за спеціальністю 06.03.01 — лісові культури, селекція, насінництво та озеленення міст. У 2006, в Національному аграрному університеті (тепер — Національний університет біоресурсів і природокористування України).
Захистив докторську дисертацію на тему «Фітоценотичні основи лісорозведення на відвальних ландшафтах Придніпровської височини України» та здобув ступінь доктора сільськогосподарських наук зі спеціальності 06.03.01 — лісові культури та фітомеліорація.
1972—1973 Робота на посадах майстра лісових культур (Семенівське лісництво) та помічника лісничого Орліковського лісництва ДП «Семенівське лісове господарство», що на Чернігівщині
1973—1974 Інженер Київського філіалу проектно-вишукувального інституту «Союздіпролісгосп»
1974 Старший інженер госпдоговірної теми № 16/46 «Рекультивация отвалов промышленных горных выработок СевГОК путем защитно-декоративного облесения», УСГА
1974—1975 Стажист-дослідник кафедри лісових культур УСГА
1975 Асистент кафедри лісових культур УСГА
1983 Захист кандидатської дисертації за спеціальністю 06.03.01 «Лісові культури, селекція, насінництво і озеленення міст» на тему «Способы создания лесных культур на отвалах железорудных карьеров Кривбасса» (науковий керівник — доктор сільськогосподарських наук, професор Логгинов Б. Й.)" (диплом — СХ № 006760)
1991 Доцент по кафедрі лісових культур і лісової фітопатології УСГА (атестат ДЦ № 040058)
2000—2003 За сумісництвом — заступник декана лісогосподарського факультету у Національному аграрному університеті
2006 Захист докторської дисертації за спеціальністю 06.03.01 «Лісові культури та фітомеліорація» на тему «Фітоценотичні основи лісорозведення на відвальних ландшафтах Придніпровської височини України» (науковий консультант — доктор біологічних наук, професор, член-кореспондент УААН Цилюрик А. В. диплом — ДД № 005678).
З 2007 року — професор, у
2009 Обрано членом-кореспондентом Лісівничої академії наук України (диплом — № 000171)
2011 Обрано дійсним членом (академіком) Лісівничої академії наук України (диплом — № 000215)
2012 Присвоєно вчене звання професора кафедри лісовідновлення та лісорозведення
(атестат — 12ПР № 007586)
У 2012—2013 — завідувач кафедри лісовідновлення та лісорозведення в Національному університеті біоресурсів і природокористування України.

## Наукова і освітня діяльність
Автор понад 200 друкованих праць, в тому числі шести монографій та трьох навчальних посібників.
Монографії:
1. Бровко Ф. М. Лісова рекультивація відвальних ландшафтів  Придніпровської височини України: Монографія. Київ: Арістей, 2009. 264 с.
2. Бровко Ф. М., Шлапак В. В. Сосна звичайна на Притясминських пісках: Монографія. Київ: НУБІП України, 2015. 160 с.
3. Бровко Д. Ф., Бровко Ф. М. Лісокультурні методи фітомеліорації піщаних літоземів зеленої зони міста Києва: Монографія. Київ: Кондор-Видавництво, 2016. 262 с.
4. Бровко Ф. М., Бровко Д. Ф. Фітомеліорація піщаних літоземів природно-техногенного походження: Монография. Київ: Кондор, 2017. 304 с.
5. Бровко О. Ф., Бровко Ф. М. Ялівець козацький в урболандшафтах м. Києва: Монографія. Київ: ТОВ Видавничий дім «Кондор», 2018. 219 с.
6. Фучило Я. Д., Дебринюк Ю. М., Бровко Ф. М. Гайда Ю. І., Сбитна М. В., Фучило Д. Я. Плантаційне лісовирощування промислового і енергетичного призначення: концептуальні засади, технологічні особливості та перспективи: Монографія. Київ: ТОВ Видавничий дім «Кондор», 2018. 321 с.

Навчальні посібники:
1. Бровко Ф. М. Практикум з лісового насінництва. Для студентів, що навчаються за спеціальністю 7.130401 «Лісове господарство»: навчальний посібник.  Київ: НАУ, 1998. 75 с.
2. Маурер В. М., Бровко Ф. М., Пінчук А. П., Кичилюк О. В. Підвищення продуктивності лісів лісокультурними методами. Навчальний посібник. Київ: Видавничий центр НУБіП України, 2010. 123 с.
3. Бровко Ф. М., Таран Н. Ю., Бровко О. Ф., Войцехівська О. В. Лісовідновлення та лісорозведення: навчальний посібник для студентів ОР «Бакалавр», які навчаються за спеціальністю 206 «Садово-паркове господарство». Київ: Видавничий дім «Кондор», 2019. 96 с.

## Відзнаки
- 1988	Нагороджений  срібною медаллю ВДНГ СРСР (свідоцтво № 23297)
- 2008	Нагороджений відзнакою державного комітету лісового господарства – нагрудним знаком «відмінник лісового господарства України» (свідоцтво від 5 листопада 2008 р.)
- 2017	Присвоєно звання заслуженого науково-педагогічного працівника Національного  університету біоресурсів і природокористування України (диплом − № 0056)